# Combertus Willem van der Pot
Combertus Willem van der Pot (Zevenbergen, 25 januari 1880 - Den Haag, 25 juni 1960) was een Nederlands rechtsgeleerde, breed bekend door zijn belangrijkste werk, het Handboek van het Nederlandse staatsrecht, voor het eerst uitgegeven in 1940.

## Biografie
Van der Pot kwam uit een gezin van zeven kinderen. Hij was de oudste zoon van Barend van der Pot en Johanna Gosewina de Voogt. Zijn vader was een scheikundige, die eerst in een suikerbietenfabriek werkte en in 1882 met zijn gezin naar Overenk, een kleine buitenplaats in de buurt van Zwolle, verhuisde, waar hij een eigen fabriekje had overgenomen.
In 1896 slaagde Van der Pot voor zijn eindexamen aan de hogereburgerschool. Hij volgde vervolgens twee jaar lang privaatonderwijs in het Latijn en Grieks, waarna hij in 1898 te Kampen zijn gymnasiumdiploma behaalde. Hij studeerde rechten aan de Universiteit Utrecht en promoveerde in 1903 tot doctor.

### Werkzaam leven
Na zijn studie werkte hij een jaar als advocaat en procureur in Dordrecht, waar hij ook redacteur was van de Dordrechtsche Courant. Hij keerde in 1904 terug naar Zwolle. Hij werkte tot 1910 bij de provinciale griffie en was plaatsvervangend kantonrechter en secretaris van de Commissie van Toezicht op het Lager Onderwijs. In 1905 werd hij doctor in de staatswetenschap. Van der Pot werd in 1910 benoemd tot secretaris van het hoogheemraadschap van Rijnland te Leiden. Hij werd in 1912 namens de Vrijzinnig-Democratische Bond lid van de gemeenteraad en promoveerde op 4 juli 1916 bij Jan de Louter cum laude in de staatswetenschap. In 1917 werd hij secretaris van de Kamer van Koophandel en in 1918 werd hij benoemd tot wethouder. Hij hield zich in die functie bezig met financiën en volkshuisvesting.
Op 19 november 1921 verving hij Philip Kleintjes als hoogleraar staatsrecht, administratief recht, staatkundige geschiedenis en volkenrecht aan de Rijksuniversiteit Groningen (RUG). Hij woonde dertig jaar lang aan het H.W. Mesdagplein in Groningen. Van der Pot gaf in 1928 een door hem geannoteerde versie van het door Jacques Oppenheim geschreven boek Het Nederlandsch Gemeenterecht uit. In de periode van 1931 tot 1939 zetelde Van der Pot in de gemeenteraad. Hij was van 1930 tot 1957 lid van de redactie van het juridisch tijdschrift Themis. In 1937 werd hij lid van de Koninklijke Nederlandse Akademie van Wetenschappen.
In 1940 werd zijn belangrijkste werk, het Handboek van het Nederlandse staatsrecht, uitgegeven. Hij was in dat jaar benoemd tot rector magnificus van de RUG, maar zijn werkelijke aanstelling vond pas plaats nadat de Duitse bezetting ten einde kwam. Een dag na zijn eerste benoeming trokken de Duitsers deze in uit onvrede over zijn Handboek. Op 23 juni 1945 werd hij alsnog aangesteld als rector magnificus.
Vanaf de zevende druk (1962) werd de bewerking van het Handboek van het Nederlandse staatsrecht overgenomen door André Donner; het is sindsdien ook wel bekend geworden onder de benaming Van der Pot/Donner.
Enkele jaren na zijn emeritaat in september 1950 verhuisde Van der Pot naar Den Haag, waar hij in een flat in de buurt van het Haagse Bos woonde tot zijn overlijden in 1960.

## Persoonlijk leven
Van der Pot trouwde op 27 juli 1905 met Lubertha Niermans. Zij kregen twee dochters.